# Salix metaglauca
Salix metaglauca är en videväxtart som beskrevs av Chang Y. Yang. Salix metaglauca ingår i släktet viden, och familjen videväxter. Inga underarter finns listade i Catalogue of Life.